# Lengel
Lengel est un village situé dans la commune néerlandaise de Montferland, dans la province de Gueldre. Le village compte environ 2 750 habitants.